# Caguleira o Presente
Caguleira o Presente es el nombre de una variedad cultivar de manzano (Malus domestica). Esta manzana es originaria de Galicia, está cultivada en la colección de árboles frutales y banco de germoplasma de Mabegondo con el Nº 280; ejemplares procedentes de esquejes localizados en Seixo, parroquia del municipio de Marín (Pontevedra).

## Sinónimos
- "Manzana Caguleira o Presente",[4][5]
- "Maceira Caguleira o Presente".

## Características
El manzano de la variedad 'Caguleira o Presente' tiene un vigor vigoroso. Tamaño grande y porte erguido.
Época de inicio de brotación a partir del 11 de abril y de floración a partir del 2 de mayo.
Las hojas tienen una longitud del limbo de tamaño corto, con la máxima anchura del limbo es estrecha. Longitud de las estípulas es corta y la máxima anchura de las estípulas es desconocido. Denticulación del borde del limbo es serrado, con la forma del ápice del limbo acuminado y la forma de la base del limbo es agudo. Con subestípulas ausentes.
Sus flores tienen una longitud de los pétalos corta, con una anchura de los pétalos estrecha, disposición de los pétalos en contacto entre sí, con una longitud del pedúnculo media.
La variedad de manzana 'Caguleira o Presente' tiene un fruto de tamaño pequeño, de forma globosa-cónica, de color rojo, con chapa completa, intensidad fuerte. Epidermis de textura suave, con pruina en su superficie y con presencia de cera elevada. Sensibilidad al "russeting" (pardeamiento áspero superficial que presentan algunas variedades) muy poco sensible. Con lenticelas de tamaño mediano.
Los sépalos están dispuestos de forma parcialmente replegados, y superpuestos en su base; su fosa calicina es profunda y de una anchura media. Pedúnculo de grosor grueso y de longitud medio, siendo la cavidad peduncular de una profundidad media y de anchura media. Con pulpa de color blanca, cuya firmeza es intermedia y su textura es intermedia; su jugosidad es intermedia, con sabor de acidez débil, y poco aromática.
Época de maduración y recolección a partir del 17 de septiembre. 'Caguleira o Presente' es una manzana que su destino es la conservación de esta variedad en el banco de germoplasma de Mabegondo como reserva genética.

## Susceptibilidades
- Oidio: ataque débil
- Moteado: no presenta
- Raíces aéreas: no presenta
- Momificado: no presenta
- Pulgón lanígero: no presenta
- Pulgón verde: ataque medio
- Araña roja: no presenta
- Chancro del manzano: no presenta.[3]